# Novospasskij rajon
Il Novospasskij rajon (in russo Новоспасский район?) è un rajon dell'Oblast' di Ul'janovsk, nella Russia europea; il suo capoluogo è Novospasskoe.